# Eroso-Ugarte
Eroso-Ugarte es una entidad de población española del municipio de Bedia, perteneciente a la provincia de Vizcaya, en la comunidad autónoma del País Vasco. Integra los barrios de Eroso y Ugarte. En 2022, tenía empadronados 74 habitantes.